# Caisse claire
Pour les articles homonymes, voir caisse.

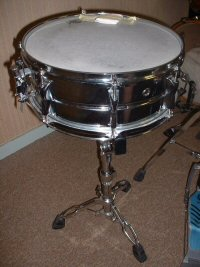
Une caisse claire de batterie sur son trépied.

La caisse claire est un instrument de percussion membranophone muni d'un timbre vibrant sur sa peau inférieure. C'est l'un des éléments principaux de la batterie.

## Histoire
La caisse claire trouve pour origine les fanfares militaires européennes. L'instrument se développe beaucoup à partir de 1607 où ses coups ont été codifiés à des fins de communication militaire. La caisse claire devient un instrument soliste sous le Premier Empire, permettant à celui-ci de se perfectionner et de se diffuser dans la musique savante avec Wagner, Berlioz, Ravel, Stravinsky, etc.

## Constitution
Elle est composée d'un fût qui peut être en bois, en aluminium, en acier ou en divers alliages à base de cuivre, de deux peaux (de frappe et de résonance), de parties métalliques fixes ou mobiles comme le timbre qui la différencie du tambour. Les peaux peuvent être d'origine animale ou synthétique. Elle partage plusieurs caractéristiques des autres éléments d'une batterie, à savoir la grosse caisse et les toms (aiguë, médium et grave). Elle est souvent fixée sur un trépied mais peut aussi être fixée à une sangle notamment pour la Samba.

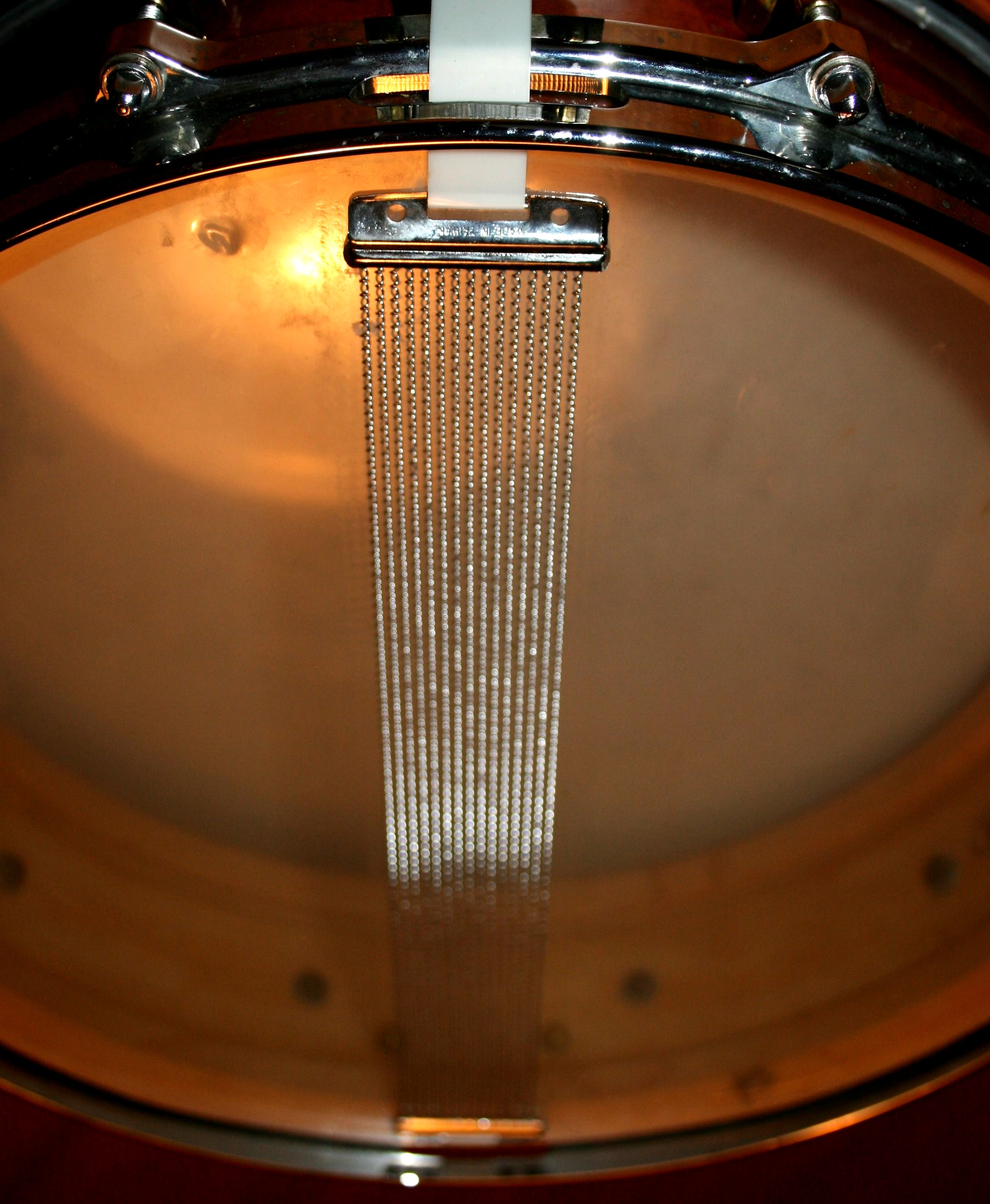
Le timbre d'une caisse claire, situé sous la caisse.

Le timbre est constitué d'une bande de fils métalliques torsadés, fixée sous la caisse claire, et qui peut être mis en contact avec la peau inférieure une fois mis en tension. C'est lui qui donne un son aigre et puissant. Il peut être désactivé à volonté via le déclencheur, qui l'éloigne de la peau. Le son de la caisse claire rappelle alors clairement le tambour militaire, assez simple et sourd.

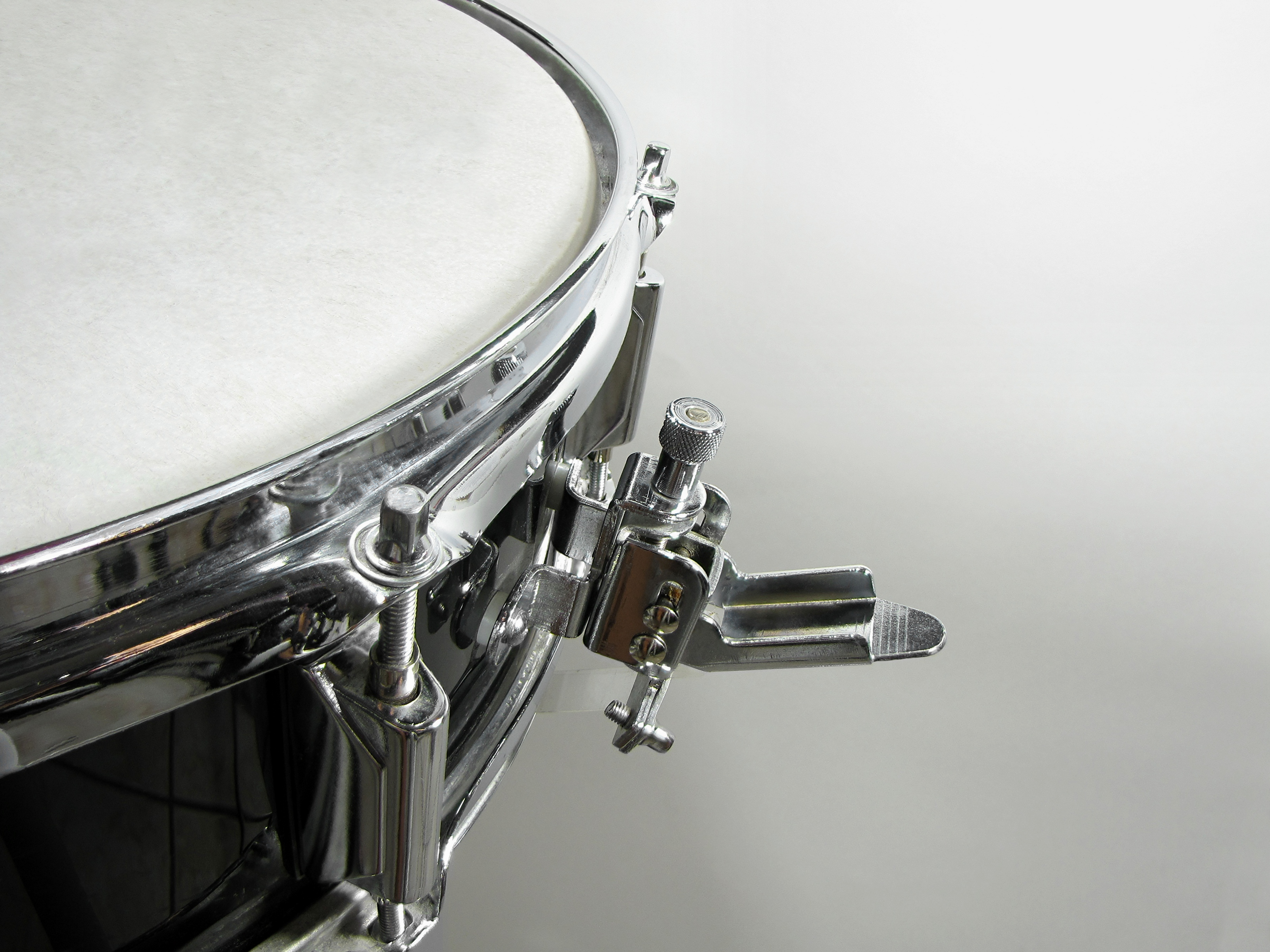
Déclencheur de timbre de caisse claire.

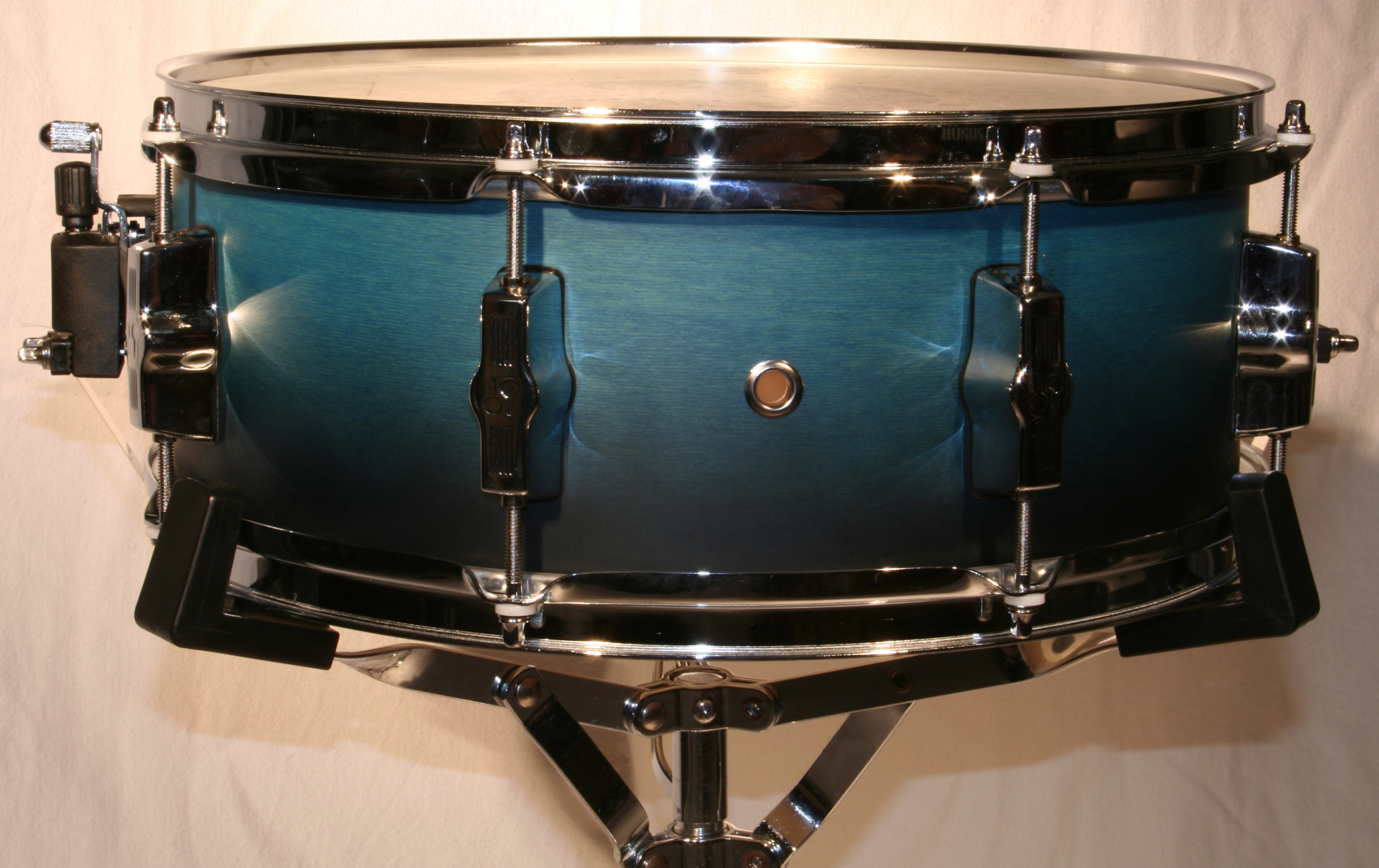
Une caisse claire à fût en bois de marque Sonor avec le déclencheur visible à gauche.

Les matériaux de fabrication et le niveau de finition des caisses claires varient selon le fabricant et la gamme de prix. Elles partagent les caractéristiques des autres éléments de percussion constitutifs d'une batterie traditionnelle, à savoir la grosse caisse et les toms.

## Utilisation
La caisse claire est une évolution du tambour militaire, ils ont les mêmes sonorités.